# William M. Robbins

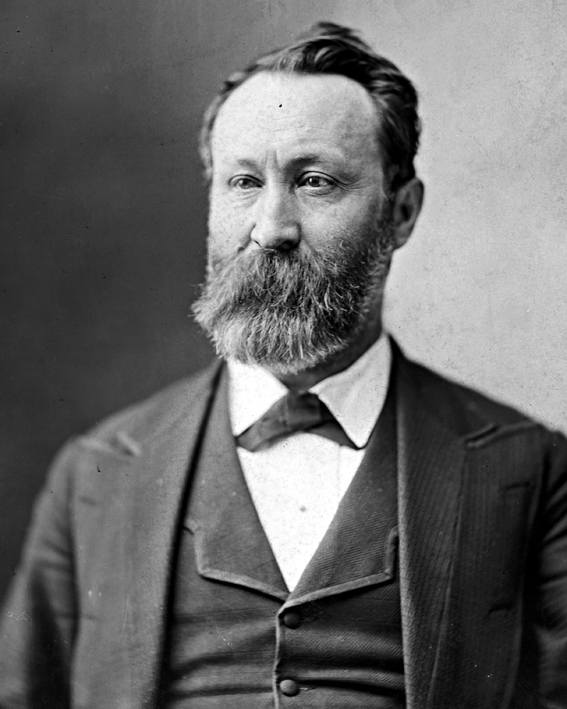
William M. Robbins

William McKendree Robbins (* 26. Oktober 1828 bei Trinity, Randolph County, North Carolina; † 5. Mai 1905 in Salisbury, North Carolina) war ein US-amerikanischer Politiker. Zwischen 1873 und 1879 vertrat er den Bundesstaat North Carolina im US-Repräsentantenhaus.

## Werdegang
William Robbins besuchte nach der Grundschule das Old Trinity College und danach das Randolph-Macon College in Virginia. Nach einem anschließenden Jurastudium und seiner 1854 erfolgten Zulassung als Rechtsanwalt begann er in Eufaula (Alabama) in diesem Beruf zu arbeiten. Während des Bürgerkrieges war er Major in einer Einheit aus Alabama, die Teil der Armee der Konföderation war.
Nach dem Krieg begann Robbins als Mitglied der Demokratischen Partei eine politische Laufbahn. In den Jahren 1868 und 1872 saß er im Senat von North Carolina. Bei den Kongresswahlen des Jahres 1872 wurde er im siebten Wahlbezirk seines Staates in das US-Repräsentantenhaus in Washington, D.C. gewählt, wo er am 4. März 1873 die Nachfolge von James C. Harper antrat. Nach zwei Wiederwahlen konnte er bis zum 3. März 1879 drei Legislaturperioden im Kongress absolvieren. Von 1875 bis 1877 war er Vorsitzender des Ausschusses zur Kontrolle der Ausgaben des Kriegsministeriums.
Im Jahr 1894 wurde William Robbins von Präsident Grover Cleveland in die Kommission zur Betreuung des Schlachtfeldes von Gettysburg berufen. Dort vertrat Robbins die Interessen der Südstaaten. Diese Funktion bekleidete er bis zu seinem Tod am 5. Mai 1905 in Salisbury.